# Ріхард Вітсхге
Ріхард Вітсхге (нід. Richard Witschge, нар. 20 вересня 1969, Амстердам) — колишній нідерландський футболіст, який грав на позиції півзахисника. Відомий, зокрема, виступами за «Аякс», «Бордо», «Барселону», а також національну збірну Нідерландів.

## Кар'єра гравця
Ріхард Вітсхге народився в Амстердамі, тому футболом почав займатися в школах місцевого «Аякса». У чемпіонаті Нідерландів він дебютував 26 жовтня 1986 року у 17-річному віці у матчі проти АЗ. Його старший брат Роб Вітсхге на той час вже виступав в амстердамському клубі.
Здобувши визнання на батьківщині, Вітсхге відправився у «Барселону» Йогана Кройфа, в першому ж сезоні ставши чемпіоном Іспанії, і повторив досягнення у наступному сезоні. А свій перший матч у Ла Лізі він зіграв 14 вересня 1991 року, коли «Барса» з рахунком 3-1 перемогла «Реал Сарагосу», а Ріхард відіграв усі 90 хвилин. У сезоні 1991-92 йому також підкорився Кубок європейських чемпіонів.
Згодом Вітсхге представляв команди «Бордо», «Блекберн» (зігравши в оренді лише один матч чемпіонату проти «Вест Гема»), «Аякс» (після повернення до рідного клубу він провів за команду більше 150 офіційних матчів в усіх турнірах, допоміг двічі стати чемпіонами Нідерландів, та двічі поспіль здобути кубок країни), «Депортіво Алавес», граючи там в оренді в сезоні 2001-02, а також «Оіта Трініта», де у 2004 році у 35-річному віці завершив ігрову кар'єру. 

## Титули і досягнення

### «Аякс»
- Чемпіонат Нідерландів
  - Чемпіон (3): 1989-90, 1995-96, 1997-98
  - Срібний призер (5): 1986-87, 1987–88, 1988–89, 1990-91, 2002–03
- Кубок Нідерландів
  - Володар (3): 1986-87, 1997-98, 1998–99
- Суперкубок Нідерландів
  - Володар (1): 2002
- Кубок володарів кубків
  - Фіналіст (1): 1987-88

### «Барселона»
- Чемпіонат Іспанії
  - Чемпіон (2): 1991–92, 1992–93
- Суперкубок Іспанії
  - Володар (2): 1991, 1992
- Кубок європейських чемпіонів
  - Володар (1): 1991–92
- Суперкубок Європи
  - Володар (1): 1992

### «Бордо»
- Кубок УЄФА
  - Фіналіст (1): 1995–96

### «Блекберн»
- Чемпіонат Англії
  - Чемпіон (1): 1994–95